# Осанна
Оса́нна (через др.-греч. ὡσαννά, лат. hosanna, от сир. ܐܘܿܫܲܥܢܵܐ [ˈuʃʔənə] — «спаси же!»; др.-евр. הושיעה נא‬, хошиа-на) в христианстве — торжественное молитвенное восклицание, изначально являвшееся хвалебным возгласом.

## Ветхий Завет
Греческий перевод выражения «осанна» встречается в 117-м псалме (LXX и синодальный перевод): ω κυριε, σωσον δή («Господи, спаси же!»).
Иудеи восклицают его во время праздничной благодарственной молитвы «Галель». В завершение осеннего праздника (Суккот) существует в порядке молитв этих дней молитва о дожде в земле Израиля — «Великое моление» (Хошана раба), входящая в сидур и произносимая в седьмой день Суккота.

## Новый Завет
В Новом Завете слово «осанна» встречается в Евангелиях при описании входа Господня в Иерусалим:
- «Народ же, предшествовавший и сопровождавший, восклицал: осанна* Сыну Давидову! благословен Грядущий во имя Господне! осанна в вышних!» (Мф. 21:9)
- «И предшествовавшие и сопровождавшие восклицали: осанна! благословен Грядущий во имя Господне!благословенно грядущее во имя Господа царство отца нашего Давида! осанна в вышних!» (Мк. 9—10)
- «На другой день множество народа, пришедшего на праздник, услышав, что Иисус идет в Иерусалим,взяли пальмовые ветви, вышли навстречу Ему и восклицали: осанна! благословен Грядущий во имя Господне, Царь Израилев!» (Ин. 12:12—13)

Слово «осанна» включено в песнопение Sanctus («Свят, Свят, Свят»), которое входит в состав евхаристических молитв практически всех древних христианских литургий, как западных, так и восточных.
В частности в РПЦ в песнопении «Милость мира», которое поют хором во время пресуществления Святых Даров на литургии верных «Свят, Свят, Свят, Господь Саваоф, исполнь небо и земля славы Твоея: осанна в вышних благословен грядый во имя Господне, осанна в вышних».

### В вышних
Выражение «в вышних» восходит к еврейскому выражению (ברומים‎, беромим), переводят как «в вышних», «в высо́тах», «на высо́тах», встречающемуся в Ветхом Завете (Иов. 16:19, 25:2, 32:2; Пс. 148:1). Это выражение, согласно исследователю и толкователю Библии А. П. Лопухину, означает, что возглас обращён к Богу, живущему в вышних, в отличие от самого возгласа «осанна», который являлся чем-то вроде приветствия. Таким образом, «осанна в вышних» — это просьба о спасении, адресованная Господу.

## Апокрифы
В Дидахе слово «осанна» использовано в послетрапезной молитве из трёх благословений после еды хлебных лепёшек с вином перед призывом просить прощения у того, кого обидели и примирения и последующего Причастия, «Осанна Богу Давидову!» (Дидахе 10).

## В разговорной речи
В переносном смысле выражение «петь осанну» указывает на чрезмерное, преувеличенное восхваление кого-либо, иногда является намёком на переходящие рамки приличия подхалимство, заискивание. В разговорной речи не учитывается подлинное значение слова «осанна» и на бытовом уровне «петь осанну» означает «петь хвалу».